# In Utero (album)
In Utero is het derde en laatste studioalbum van de Amerikaanse grungeband Nirvana. Het album verscheen op 21 september 1993. Als opvolger van het enorme commerciële succes dat Nevermind was, kon In Utero rekenen op veel media-aandacht. Het album betekende voor Nirvana een terugkeer naar het oorspronkelijke, minder gekuiste geluid. Frontman Kurt Cobain vreesde dat na het grote succes van Nevermind veel fans de groep zouden verloochenen. Producer Steve Albini werd ingehuurd om de band te voorzien van het gewenste vuige geluid.
In Utero kwam binnen op #1 zowel in de Verenigde Staten als Australië. De nummers Heart-Shaped Box, Rape Me en All Apologies werden hits. Hoewel het commercieel gezien een minder groot succes was dan Nevermind, werden van het album toch meer dan zes miljoen exemplaren verkocht. Toen het album uitkwam was het "het best verkopende album in één week tijd", hoewel Vs. van Pearl Jam dit record enkele weken later zou verpulveren.

## Opnames
De opnames voor In Utero begonnen begin 1993 in de Pachyderm Studios, die door Nirvana werden afgehuurd onder de naam The Simon Ritchie Bluegrass Ensemble. Steve Albini werd pas op het allerlaatste moment aangetrokken als producer, omdat Kurt Cobain diens werk met Pixies zo geslaagd vond.
De echte opnames begonnen op 12 februari en duurden exact twee weken. De meeste nummers werden in één enkele take opgenomen, maar veel tijd ging verloren toen bepaalde instrumenten en versterkers niet op tijd werden geleverd. In tussentijd amuseerde Cobain zich naar verluidt met zogenaamde prank calls naar onder andere Gene Simmons en Eddie Vedder.

## Ontvangst
De totale kosten van het opnameproces waren 124.000 dollar, waarvan 100.000 dollar naar het loon van Albini ging. Toen de eerste lp's werden proefgedrukt, kwamen in eerste instantie vooral negatieve reacties binnen. Geffen Records wilde het album aanvankelijk zelfs niet uitbrengen. Onder druk van zoveel kritiek vroeg Cobain aan Albini om enkele nummers te hermixen. Deze nummers werden Heart-Shaped Box, Pennyroyal Tea en All Apologies.
Toen In Utero uitkwam, was er kritiek op het nummer Rape Me ("Verkracht mij"), hoewel Cobain zelf bij hoog en laag zou blijven beweren dat het lied juist een anti-verkrachtingsnummer was. Grote supermarkten zoals Walmart en Kmart weigerden het album te verkopen, wat ervoor zorgde dat een "gekuiste" versie het licht zag, waarin Rape Me vervangen werd door Waif Me.

## Trivia
- Oorspronkelijke titels van het album waren Verse Chorus Verse en I Hate Myself And I Want to Die. In Utero werd uiteindelijk gekozen, en is afkomstig uit een gedicht van Courtney Love.
- Volgens Kurt Cobain was het geluid van In Utero vooral gebaseerd op Red van King Crimson.
- Het nummer Sappy was oorspronkelijk bedoeld voor dit album, maar werd er op het laatste moment toch afgehaald.

## Nummers
Alle nummers zijn geschreven door Kurt Cobain, tenzij anders aangegeven.
1. "Serve the Servants" – 3:34
2. "Scentless Apprentice" (Cobain/Grohl/Novoselic) – 3:47
3. "Heart-Shaped Box" – 4:39
4. "Rape Me" – 2:49
5. "Frances Farmer Will Have Her Revenge on Seattle" – 4:07
6. "Dumb" – 2:29
7. "Very Ape" – 1:55
8. "Milk It" – 3:52
9. "Pennyroyal Tea" – 3:36
10. "Radio Friendly Unit Shifter" – 4:49
11. "Tourette's" – 1:33
12. "All Apologies" – 3:50

- "Gallons of Rubbing Alcohol Flow Through the Strip" (Cobain/Grohl/Novoselic) – 7:33 (Dit nummer, dat aangegeven staat als "devalued American dollar purchase incentive track" is enkel beschikbaar op Europese en Australische versies van het album. Het is een jamsessie opgenomen in januari 1993, en begint 20 minuten na het einde van All Apologies.)

## Credits
- Kurt Cobain - gitaar, zang
- Krist Novoselic - basgitaar, zang
- Dave Grohl - drums, zang